# 맷 데이비슨
맷 데이비슨(영어: Matt Davidson 맷 데이비드슨[*])으로도 불리는 매슈 글렌 데이비드슨(영어: Matthew Glen Davidson, 1991년 3월 26일~)은 미국의 야구 선수로 포지션은 내야수이다. 현재 KBO 리그 NC 다이노스에서 활동하고 있으며 KBO 리그 등록명은 데이비슨이다.

## 선수 경력

### 애리조나 다이아몬드백스
2009년 메이저리그 신인드래프트 전체 35순위로 애리조나 다이아몬드백스의 지명을 받았다.
2009년에는 애리조나 다이아몬드백스 산하 야키마 베어스에서 72경기를 뛰었다. 2010년에는 싱글A 미드웨스트 리그의 사우스벤드 실버 호크스에서 뛰었고, 16홈런을 기록했다. 그는 2010년 시즌 후반에 캘리포니아 리그의 비세일리아 로하이드로 승격됐다.

### 히로시마 도요 카프
2023년에 히로시마 도요 카프에 입단했다.
112경기 타율 0.210 19홈런 44타점 OPS 0.698에 그쳤다.

### NC 다이노스
2024년에 NC 다이노스에 외국인 타자로 영입됐다.
3월 23일 두산 베어스의 개막전에서 3-3 동점이던 9회말 2사 만루에서 끝내기 안타를 쳐 KBO 데뷔전을 개막전에서 치르며 리그 첫 안타를 끝내기 안타로 기록했다. 전반기 285타수 81안타(26홈런) 50득점 64타점 타율 0.284, 출루율 0.359 장타율 0.593를 기록했다.
9월 1일 SSG 랜더스와의 경기에서는 6회초 엘리아스의 공을 받아쳐 시즌 39호 홈런을 기록했다. 이 홈런으로 KBO리그 역대 88번째 30홈런 - 100타점을 기록했다.  9월 3일 키움 히어로즈와의 경기에서 2회말 1사 1루에서 후라도를 상대로 2점 홈런을 기록하면서 시즌 40홈런을 기록했다. NC 다이노스에서는 에릭 테임즈에 이어 두번째 40홈런을 친 타자로 기록됐다. 9월 24일 두산 베어스와의 경기에서는 2-7이던 6회초 홍건희를 상대로 2점 홈런을 기록했다. 시즌 46호 홈런이었다. 후반기 219타수 73안타(20홈런) 40득점 55타점 타율 0.333, 출루율 0.386 장타율 0.685를 기록했다.
2024년 시즌 통산 131경기 출장해 154안타(46홈런) 90득점 119타점 타율 0.306, 출루율 0.370, 장타율 0.633을 기록했다. 46홈런으로 2024년 KBO 홈런상을 수상했다. NC 다이노스에서 유일하게 20홈런 및 100타점 이상을 기록하면서 타선을 이끌었다.

## 통산 기록
| 연도 | 팀명  | 타율  | 경기 | 타수 | 득점 | 안타 | 2루타 | 3루타 | 홈런 | 루타 | 타점 | 도루 | 도실 | 볼넷 | 사구 | 삼진 | 병살 | 장타율 | 출루율 | 실책 |
| ---- | ----- | ----- | ---- | ---- | ---- | ---- | ----- | ----- | ---- | ---- | ---- | ---- | ---- | ---- | ---- | ---- | ---- | ------ | ------ | ---- |
| 2024 | NC    | 0.306 | 131  | 504  | 90   | 154  | 25    | 1     | 46   | 319  | 119  | 0    | 1    | 39   | 17   | 142  | 12   | 0.633  | 0.370  | 11   |
| 통산 | 1시즌 | 0.306 | 131  | 504  | 90   | 154  | 25    | 1     | 46   | 319  | 119  | 0    | 1    | 39   | 17   | 142  | 12   | 0.633  | 0.370  | 11   |

## 주요 기록
| 개수                       | 날짜           | 장소 | 소속팀 | 상대팀 | 상대 투수 | 기타                               |
| 역대 88번째 30홈런 100타점 | 2024년 9월 1일 | 문학 | NC     | SSG    | 엘리아스  | 이전 기록 : 2023년 8월 25일 오스틴 |

## 수상
- 2024년 KBO 홈런상 (46개)